# 施臺臣
施臺臣（？—？），字星六，號嵓石，南直隶池州府青阳县十六都人。明朝政治人物。

## 生平
萬曆三十四年（1606年）丙午科應天鄉試九十二名舉人，天啓二年（1622年）壬戌科会试一百，三甲一百九十九名進士。吏部观政，任福建龙岩县知县，县傍海，值红毛入寇，台臣率民兵逐之山谷间，寇窘遁，邑赖以全。向多逋赋，时需饷甚急，台臣为去其羡，约百姓一月为数期赴纳，积逋悉清，归携书数卷而已。